# Melchiorre Lo Piccolo
Melchiorre Angelo Lo Piccolo (Licata, 30 giugno 1816 – 8 maggio 1881) è stato un vescovo cattolico italiano.

## Biografia
Nato a Licata, nell'allora diocesi di Agrigento, è stato ordinato presbitero il 6 marzo 1841.
Dopo essere stato esaminatore prosinodale e vicario generale della diocesi di Piazza Armerina, il 23 dicembre 1858 papa Pio IX lo ha nominato vescovo di Nicosia.
Ha ricevuto l'ordinazione episcopale nella basilica dei Santi XII Apostoli a Roma il 9 gennaio dell'anno seguente dal cardinale Girolamo d'Andrea, prefetto della Congregazione dell'Indice, co-consacranti Giuseppe Melchiade Ferlisi, patriarca titolare di Antiochia dei Latini, e Benedetto D'Acquisto, arcivescovo metropolita di Monreale.
Ha partecipato al Concilio Vaticano I.
È morto l'8 maggio 1881 dopo 22 anni di governo pastorale della diocesi.

## Genealogia episcopale
La genealogia episcopale è:
- Cardinale Scipione Rebiba
- Cardinale Giulio Antonio Santori
- Cardinale Girolamo Bernerio, O.P.
- Arcivescovo Galeazzo Sanvitale
- Cardinale Ludovico Ludovisi
- Cardinale Luigi Caetani
- Cardinale Ulderico Carpegna
- Cardinale Paluzzo Paluzzi Altieri degli Albertoni
- Papa Benedetto XIII
- Papa Benedetto XIV
- Papa Clemente XIII
- Cardinale Marcantonio Colonna
- Cardinale Giacinto Sigismondo Gerdil, B.
- Cardinale Giulio Maria della Somaglia
- Cardinale Luigi Lambruschini, B.
- Cardinale Girolamo d'Andrea
- Vescovo Melchiorre Lo Piccolo